# Due ore meno un quarto avanti Cristo
Due ore meno un quarto avanti Cristo (Deux heures moins le quart avant Jésus-Christ) è un film del 1982 diretto da Jean Yanne.
Il film è una parodia della vicenda di Ben-Hur.

## Trama
Durante l'Impero Romano, Cesare viene inviato in una colonia nordafricana. Lì il comandante dell'esercito vuole incontrare Cleopatra. Nel frattempo Ben Hur pianifica un attentato a Cesare.
Alla fine, Ben Hur si rivela essere il fratello scomparso di Cleopatra.